# Prodidomus papavanasanemensis
Prodidomus papavanasanemensis är en spindelart som beskrevs av Cooke 1972. Prodidomus papavanasanemensis ingår i släktet Prodidomus och familjen Prodidomidae. Inga underarter finns listade i Catalogue of Life.